# Sigfried Asche
Sigfried Asche (* 26. Juni 1906 in Dresden; † 16. Februar 1985 in Staufen im Breisgau) war ein deutscher  Kunsthistoriker und Museumsdirektor.

## Werdegang
Siegfried Asche besuchte das Kreuzgymnasium in Dresden. Im Anschluss studierte er Kunstgeschichte, Klassische Archäologie, Geschichte und Germanistik zunächst in seiner Geburtsstadt Dresden, später in Wien und Leipzig. 1934 wurde er in Leipzig promoviert. 1933 wurde er Leiter der Kunstsammlungen Zwickau und 1936 Direktor der Städtischen Kunstsammlungen Görlitz. Zusammen mit Cornelius Müller-Hofstede betrieb er „maßgeblich und aktiv die Verwertung ehemals jüdischen Kunstbesitzes“. „Wir brauchen uns also nicht nach unseren irrealen Geldmitteln zu richten“, schrieb Sigfried Asche in einem Brief vom 29. April 1940 an Cornelius Müller-Hofstede, nachdem er zusammen mit dem Breslauer Kunsthistoriker Hubertus Lossow die Sammlung Sachs durchgesehen und eine Wunschliste zusammengestellt hatte. Zuerst durfte Cornelius Müller-Hofstede seine Ansprüche geltend machen, erst dann durfte Asche auch seine Wünsche anmelden. So gelang es Asche, ein Gemälde von Lovis Corinth, das aus dem Besitz von Otto Ollendorff in Breslau stammte, nach Görlitz zu bringen. Aber auch Werke aus den jüdischen Sammlungen Sachs und Smoschewer kamen nach Görlitz, darunter Gemälde von Adolf Dressler, Corinth, Fritz von Uhde, Wilhelm Trübner, Albert Weisgerber, Jules Dupré, Alexander Kanoldt, Konrad von Kardorff, Carlo Mense sowie Skulpturen von Georg Kolbe. Nachdem Prag von der deutschen Wehrmacht besetzt worden war, wurde Asche dort ab Februar 1943 Direktor des dortigen Kunstgewerbemuseums.
Nach dem Zweiten Weltkrieg war Sigfried Asche zunächst damit beschäftigt, die Kunstsammlung in Görlitz wieder aufzubauen und engagierte sich bei der Sanierung und dem Wiederaufbau zerstörter Kirchen in der Oberlausitz. Nach kurzer Tätigkeit für die Staatlichen Museen zu Berlin 1951 wurde Asche 1952 Direktor der Wartburg-Stiftung in Eisenach. In dieser Eigenschaft ließ er zahlreiche Baumaßnahmen an der Burg durchführen. Unter anderem sollte der einsturzgefährdete Festsaal gesichert werden und die Fresken Moritz von Schwinds sollten gerettet werden. Öffentlich diskutiert wurde jedoch vor allem der Abriss der Ritgentreppe, die vom Burghof zum Palas führte. Asche hatte ihn angeordnet, um die Arkadenfront der Wartburg wieder in denselben Zustand zu bringen wie im 13. Jahrhundert. Ferner ließ er die neogotischen Fenster mit den gemalten Scheiben aus dem 16. Jahrhundert aus der Westwand der Dürnitz herausreißen, die Wand zumauern und kleinere Fenster einsetzen. In den Rüstsaal, der stabilisiert werden sollte, wurde eine Zwischendecke eingezogen, so dass die obere Hälfte dem Wartburgmuseum zugeschlagen werden konnte, während unten ein Verkaufsraum für Andenken und Eintrittskarten eingerichtet werden konnte. Hans-Joachim Rehm und Renate Sabrowsky kommentierten diese Maßnahme wie folgt: „Der ehemalige Rüstsaal war damit endgültig ausgelöscht worden, es war sein zweiter Tod.“
1960 verließ Asche die DDR und ging in die Bundesrepublik. In einem elfseitigen Brief legte Asche dem Ministerpräsidenten der DDR Otto Grotewohl die Gründe dar. Für ihn war die Wartburg Symbol des ungeteilten Deutschlands und durfte nicht für ideologische Zwecke missbraucht werden. Außerdem sah er die Wartburg-Stiftung durch die DDR-Führung in ihrer Handlungsfreiheit eingeschränkt. Es gab jedoch auch Gerüchte, Asche sei durch den Besuch zweier Tschechen zwei Tage vor seiner Flucht mit seiner Vergangenheit in Prag konfrontiert worden und habe sich deshalb in den Westen abgesetzt. In Westdeutschland wurde in bundesweiten Zeitungen und Zeitschriften wie Zeit, Welt und Spiegel über die Flucht berichtet. Asche ging 1970 in den Ruhestand und starb 1985 in Staufen im Breisgau.
Ein Teil seines schriftlichen Nachlasses befindet sich im Deutschen Kunstarchiv im Germanischen Nationalmuseum in Nürnberg.

## Veröffentlichungen (Auswahl)
- Sächsische Barockplastik von 1630 bis zur Zeit Permosers. Leipzig 1934 (Dissertation).
- Malerei und Graphik der Oberlausitz. Städt. Kunstsammlung, Görlitz 1940.
- Drei Bildhauerfamilien an der Elbe. Acht Meister des 17. Jahrhunderts und ihre Werke in Sachsen, Böhmen und Brandenburg. Rohrer, Wien/Wiesbaden 1961.
- Die Wartburg. Geschichte und Gestalt. Rembrandt-Verlag, Berlin 1962.
- Balthasar Permoser und die Barockskulptur des Dresdner Zwingers. Weidlich, Frankfurt am Main 1966.
- Balthasar Permoser. Leben und Werk. Deutscher Verlag für Kunstwissenschaft, Berlin 1978, ISBN 3-87157-070-2.